# Raingods with zippos
Raingods with zippos is een studioalbum van Fish. Fish zette zijn samenwerking met Steven Wilson voort, maar koos voor een andere muziekproducent, het kan ook zijn dat Wilson te kennen had gegeven drukke werkzaamheden elders te hebben. Het album verscheen bij Roadrunner Records, dat voornamelijk bekend is uit de heavy metal, terwijl Fish nou juist met dit album meer terugkeerde naar de progressieve rock (zie bijvoorbeeld de slotsuite) en folk (Rites of passage).
In Nederland haalde het de Album Top 100, 5 weken notering met als hoogste plaats nummer 35. In Engeland stond het een week genoteerd op plaats 57 (van 100).

## Musici
Er kwam een hele rij musici aan te pas om dit album te volbrengen, opvallend daarbij was de terugkeer van Simmonds:
- Fish (Derek W. Dick) - zang
- Steven Wilson – gitaar (tracks 1,5,7,8,9,10,11 en 12)
- Bruce Watson - gitaar (1 en 2); mandoline (3)
- Robin Boult - gitaar (2,3,4 en 5)
- Till Paulmann - gitaar (2)
- Phil Grieve - gitaar (5)
- Steve Vantsis – basgitaar (1,2,5,6,7,8,9,10,11 en 12); contrabas (3 en 4)
- Tony Turrell – toetsinstrumenten (1,2,4,5,7,8,9,10,11 en 12);  harmonium (3 en 4);  programmeerwerk (7,8,9,10,11 en 12); strijkarrangementen (5); samples (7,8,9,10,11 en 12)
- Mickey Simmonds - toetsinstrumenten (1, 5 en 6); programmeerwerk (6)
- Dave Stewart - drum (1,2,4,5,6,7,8,9,10,11 en 12)
- Davey Crichton – viool (5); fiddle (4); strijkarrangementen (3,5,6,7,8,9,10,11 en 12)
- Dave Haswell – percussie (alle tracks)
- Elizabeth Antwi - zang (3); achtergrondzang (1)
- Nicola King - achtergrondzang (2,4,7,8,9,10,11 en 12)
- Tony King - achtergrondzang (2,7,8,9,10,11 en 12)
- Mo Warden - spreekstem (12)
- Mark Daghorn - programmeerwerk (7,8,9,10,11 en 12)
- Elliot Ness - strijkarrangementen (3,5 en 6); samples (7,8,9,10,11 en 12)

## Muziek
| Nr. | Titel                                                            | Duur |
| --- | ---------------------------------------------------------------- | ---- |
| 1.  | Tumbledown (Dick, Simmonds)                                      | 5:52 |
| 2.  | Mission statement (Rick, Rick Astley, Paul Thorn)                | 4:00 |
| 3.  | Incomplete (Dick, Elisabeth Antwi, Millet)                       | 3:44 |
| 4.  | Titles cross (Dick, Jackson, Chris Johnson)                      | 4:19 |
| 5.  | Faithhealer (Alex Harvey, Ted McKenna, Zal Cleminson)            | 5:01 |
| 6.  | Rites of passage (Dick, Simmonds)                                | 7:42 |
| 7.  | Plague of Ghosts I: Old Haunts (Dick Tony Turrell, Mark Daghorn) | 3:13 |
| 8.  | Plague of Ghosts II: Digging deep (idem)                         | 6:49 |
| 9.  | Plague of Ghosts III: Chocolate frogs (idem)                     | 4:04 |
| 10. | Plague of Ghosts IV: Waving at stars (idem)                      | 3:12 |
| 11. | Plague of Ghosts V: Raingods dancing (idem)                      | 4:16 |
| 12. | Plague of Ghosts VI: Wake-up call (make it happen) (idem)        | 3:32 |

Chocolate Frogs zou het nieuwe privé platenlabel van Fish worden.